# Schwarzmeer-Schiffahrts-GmbH
Die Schwarzmeer-Schiffahrts-GmbH war ein von der deutschen Reichsregierung im Zweiten Weltkrieg ins Leben gerufenes halbstaatliches Unternehmen, das den vom Deutschen Reich während des Krieges im Schwarzen Meer erfassten und nicht von der Kriegsmarine requirierten Handelsschiffsraum zum Zweck der Versorgung der in diesem Bereich kämpfenden Wehrmachtstruppen bereederte. Sie unterstand dem Reichskommissar für die Seeschifffahrt, dem Hamburger Gauleiter Karl Kaufmann, und operativ dem Seetransportchef Schwarzes Meer.
Neben einer Anzahl kleinerer Einheiten kontrollierte die Schwarzmeer-Schiffahrts-GmbH rund ein Dutzend größerer Schiffe von mehr als 1000 BRT, mehrheitlich im Verlauf des Krieges in deutsche Hand gefallene Schiffe verfeindeter Staaten. Mindestens sechs von ihnen wurden 1943 und 1944 durch Kriegseinwirkung versenkt, darunter die Theoderich (3814 BRT), die Teja (2773 BRT), deren Schwesterschiff Totila (2773 BRT) und die Boy Feddersen ex Anhalt (6580 BRT); die verbliebenen wurden von der Sowjetunion erbeutet.
Im Herbst 1943 wurde die Schwarzmeer-Schiffahrts-GmbH liquidiert und ihre Schiffe wurden von der im November 1942 zum gleichen Zweck geschaffenen Mittelmeer-Reederei übernommen.

## Bereederte Schiffe (Auswahl)
- Anhalt
- Oituz
- Teja
- Theoderich
- Totila